# Parzychwost

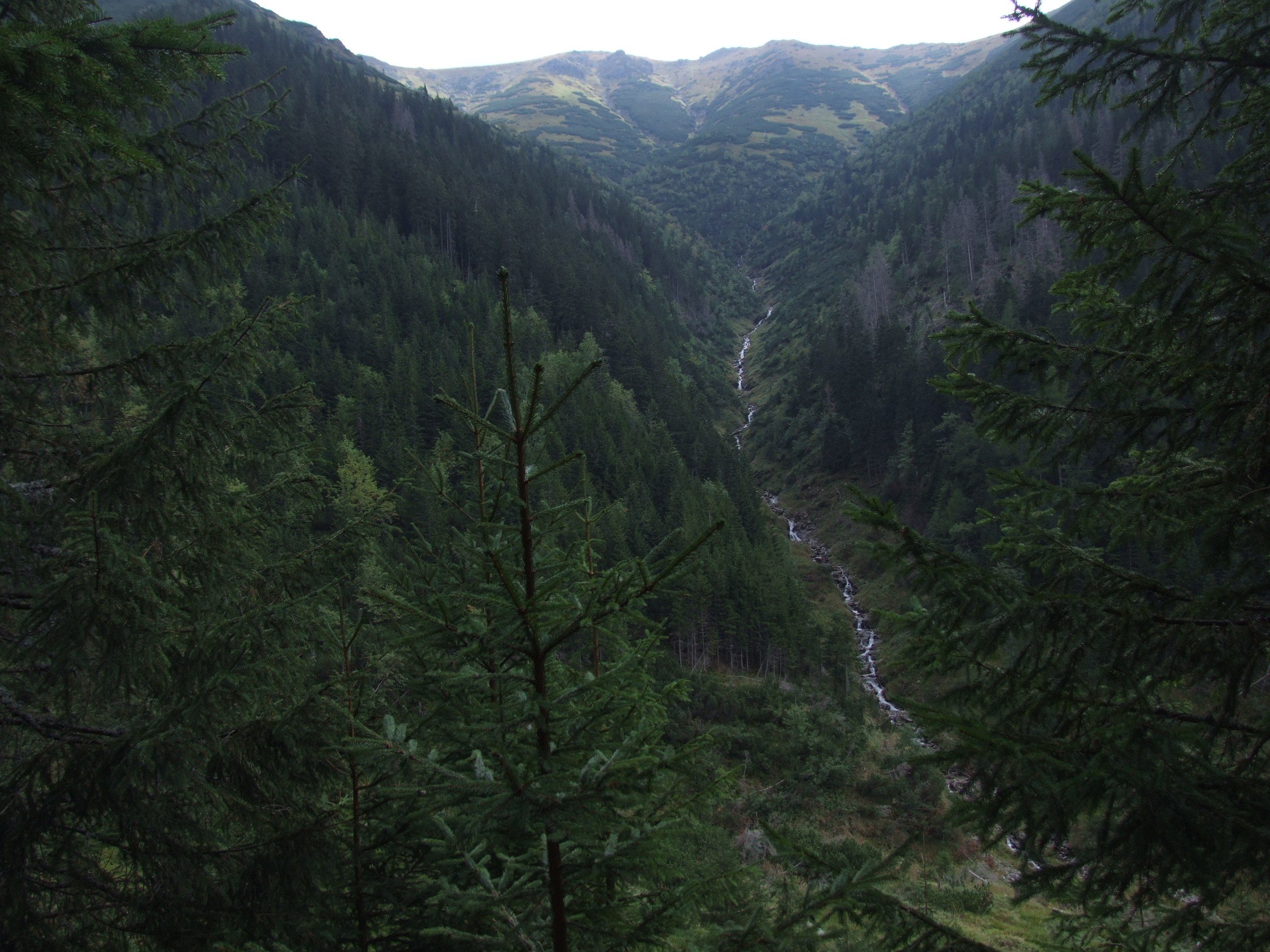
Jeden z dopływów Parzychwostu (potok spod Rosochy)

Parzychwost (słow. Parichvost) – potok w słowackich Tatrach Zachodnich spływający doliną Parzychwost. Jest jednym z dwóch źródłowych potoków Jałowieckiego Potoku (drugim jest Potok z Polany). Takie jest ujęcie w polskich źródłach. Odmienny pogląd – oparty przede wszystkim na wielokrotnej różnicy w wielkościach przepływu – występuje we wszystkich źródłach słowackich. Zgodnie z nimi potok Parzychwost występuje pod nazwą Jalovecký potok (jako jego górny bieg), będący jednocześnie jedynym źródłowym ciekiem Jałowieckiego Potoku.
Parzychwost bierze początek w trzech źródłowych ciekach na odcinku od Banówki po Banikowską Przełęcz. Spływa w południowo-zachodnim kierunku dnem doliny Parzychwost i u południowych podnóży Małego Łyśca, na wysokości około 1000 m łączy się z Potokiem z Polany. Następuje to w miejscu o współrzędnych 49°11′19,4″N 19°39′45,8″E/49,188722 19,662722. W pobliżu, około 10 m powyżej stromego jaru Parzychwostu, położone jest rozdroże do Parzychwostu. Szlak turystyczny wiodący od wylotu Doliny Jałowieckiej na Palenicę w trzech miejscach trzema mostkami przekracza tutaj potoki.
Największym dopływem Parzychwostu (orograficznie prawym) jest Głęboki Potok spływający Doliną Głęboką. Oprócz niego do Parzychwostu uchodzi jeszcze kilka innych potoków, szczególnie z orograficznie lewych zboczy doliny Parzychwostu. Są to niewielkie i nienazwane potoki o dużym spadku, często z licznymi kaskadami i progami.

## Szlaki turystyczne
– zielony: rozdroże do Parzychwostu – Praszywe – Dolina Głęboka – Pośrednia Salatyńska Przełęcz. Czas przejścia: 2:30 h, ↓ 2:10 h
  – niebieski: rozdroże do Parzychwostu – Praszywe – Dolina Parzychwost – Banikowska Przełęcz. Czas przejścia: 2:30 h, ↓ 2 h.
Obydwa szlaki otwarte są tylko od 16 czerwca do 31 października.